# Gamla Riksbankshuset, Sundsvall
Gamla Riksbankshuset är ett hus i Sundsvalls stenstad, i kvarteret Penningen. Huset uppfördes 1907 efter ritningar av Eduard Hallquisth och Fritz Ullrich på arkitektfirman Ullrich & Hallquisth. Huset var  Sveriges riksbanks lokala bankkontor i Sundsvall fram till 1954. I huset grundades sedan Sundsvalls museum som hade sin verksamhet i huset fram till slutet av 1986 då museet tog plats i nya lokaler i Kulturmagasinet. Byggnaden inrymmer idag kontorslokaler för olika företag.